# Etibank Seydişehir Alüminyumspor
Etibank Seydişehir Alüminyumspor (kurz: Etibank SAS) ist ein türkischer Fußballverein aus Seydişehir, einer Stadt in der Provinz Konya. Der Verein ist die Betriebsmannschaft von Eti Alüminyum A.Ş., einem Aluminium-Hersteller. Hauptsponsor und gleichzeitig Namensgeber war die Etibank, welche 2001 mit zwei anderen Banken in Bayındırbank aufging.

## Geschichte

### Einstieg in den Profifußball
Nachdem zum Sommer 1980 der türkische Profifußball von bisher drei auf lediglich zwei Profiligen reduziert worden war, wurde 1984 auf Direktive des damaligen Staatspräsidenten Turgut Özal die dritthöchste professionelle Fußballliga, die 3. Lig, mit heutigem Namen TFF 2. Lig, wieder eingeführt. Darüber hinaus wurde verkündet, dass man nach Erfüllung bestimmter Auflagen und Bedingungen eine Ligateilnahme beantragen könne. Um die Stadtentwicklung voranzutreiben, bemühten sich mehrere Stadtnotabeln darum, die Auflagen zu erfüllen. So wurde eine freie Fläche provisorisch zum Fußballstadion umfunktioniert bzw. ein vorhandenes Stadion an die geforderten Auflagen angepasst. Nachdem man die Auflagen erfüllt hatte, bestätigte der türkische Fußballverband die Teilnahme. So nahm Etibank SAS in der Spielzeit 1984/85 der wiedereingeführten 3. Lig teil. Bereits in der ersten Saison erreichte der Verein die Meisterschaft der 3. Lig und stieg zum ersten Mal in der Vereinsgeschichte in die zweithöchste türkische Spielklasse, damals als 2. Lig bezeichnet, auf. Dieser Aufstieg ist bis heute der größte Erfolg der Vereinsgeschichte.

### Gastspiel in der 2. Lig
Die Saison 1985/86 war bisher das einzige Mal, in der Etibank SAS in der 2. Lig gespielt hat. Die Saison entwickelte sich für den Verein zum Debakel, am Ende der Saison konnte man nur 11 Punkte sammeln, hatte eine Differenz von -51 und belegte mit großem Abstand (der Nächstplatzierte Burdurspor hatte 25 Punkte) den letzten Platz und musste somit wieder den Gang in die 3. Lig antreten. Man gewann lediglich zwei Spiele, beide kurioserweise in Folge, einmal gewannen sie auswärts mit 2:1 gegen Izmirspor, am folgenden Spieltag besiegte man Şekerspor mit 3:0.

### Zurück in der 3. Lig
Nach der Rückkehr in die 3. Lig spielte Etibank SAS in den folgenden Jahren stets im oberen Tabellendrittel mit, meistens wurde der dritte oder der vierte Platz erreicht. Den Wiederaufstieg in die 2. Liga konnte man nie mehr erreichen. In der Saison 1996/97 belegte man den 16. Platz. Mittlerweile spielt der Verein in den regionalen Amateurligen.

## Ligazugehörigkeit
- 2. Liga: 1985–1986
- 3. Liga: 1984–1985, 1986–1997, 1999–2001
- 4. Liga: -
- Amateurliga: bis 1984, 1997–1999, seit 2001

## Trainer (Auswahl)
- Murat Özgen (November 1999 – Dezember 1999)